# メンフィス (テネシー州)
メンフィス（英語: Memphis）は、アメリカ合衆国テネシー州の西端にある都市。州都ナッシュビルに次ぐ同州第2の都市で、ミシシッピ川に面している。市名はエジプトの古代都市にして都の一つでもあるメンフィスに因む。19世紀に綿花の集散地として発展する一方で奴隷市が開かれた歴史を持ち、今でも人口の約6割をアフリカ系アメリカ人が占める。ミシシッピ川から突き出たマッド・アイランドは母なるミシシッピ川とアメリカの歴史をモチーフとしたテーマパークになっている。

## 歴史

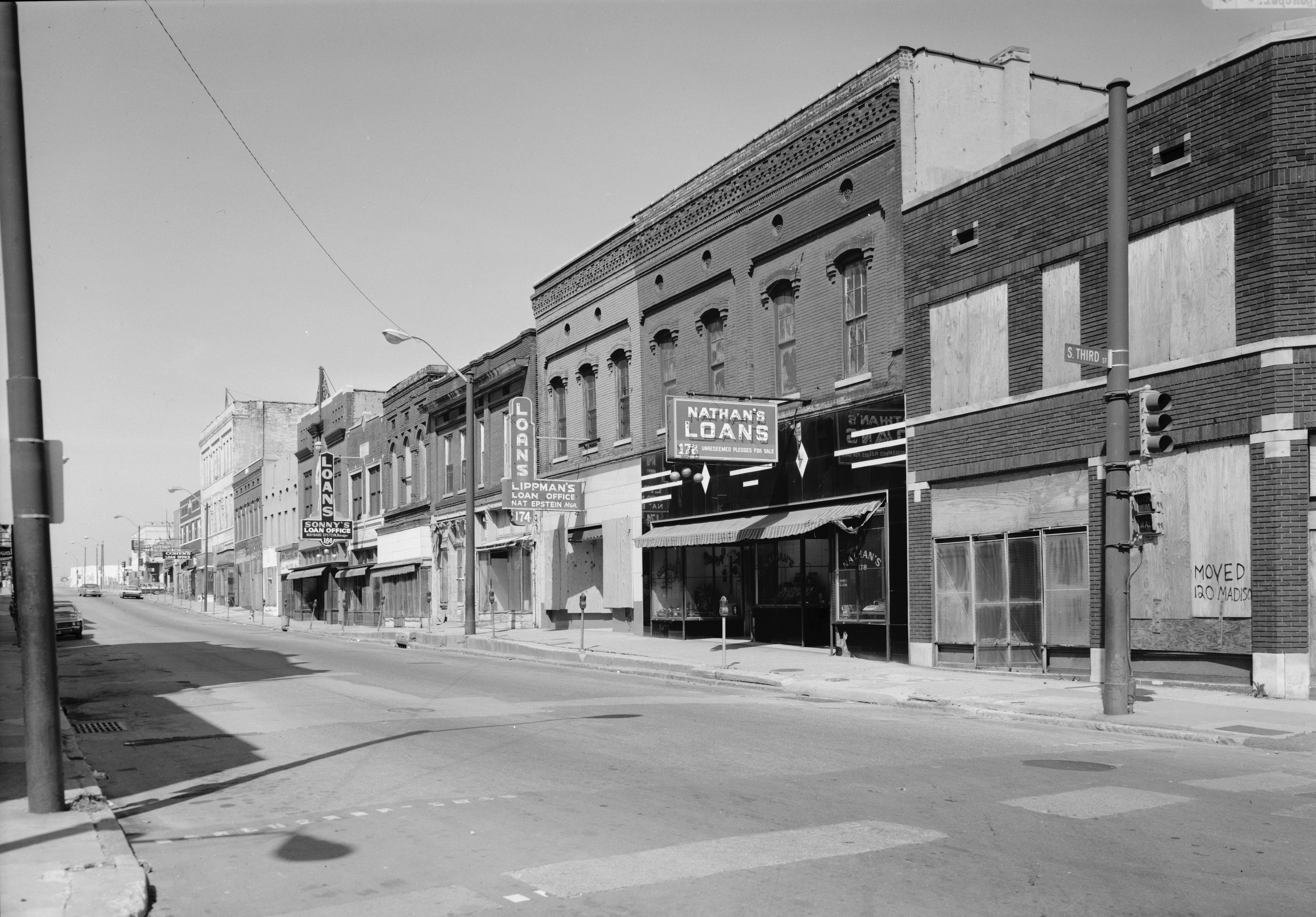
1974年のビール通り

メンフィス周辺に最初に定住した人類は、ミシシッピ文化に属する先住民族であり、近代に入るとチカソー族がそれに続いた。16世紀にはスペイン人の探検家エルナンド・デ・ソトが、17世紀にはフランス人のロベール＝カブリエ・ド・ラ・サール率いる探検隊がメンフィス周辺を訪れた。19世紀初頭までは、メンフィス周辺は辺境領土だった。1796年には、アメリカ合衆国に加入したテネシー州の最西端となった。
1819年に、ジョン・オヴァートン、ジェイムズ・ウィンチェスターとアンドリュー・ジャクソンが、ミシシッピ川の支流ウルフ川の河口のすぐ南にある第四チカソー崖の上にメンフィス市を建設した。洪水の影響を受けない丘の上に位置していたため、メンフィスは通運の要衝として繁栄し、南北戦争以前には、メンフィスは綿花産業を支える奴隷を売買するための大市場となった。1857年には南北戦争以前に南部を東西に結んだ唯一の鉄道メンフィス・チャールストン鉄道が開通した。1862年6月6日のメンフィスの戦いで合衆国軍（北軍）がメンフィスを掌握し、メンフィスは終戦まで北軍の支配下に置かれた。戦時中のメンフィスは北軍の補給基地となり、南北戦争中も繁栄を続けた。
1870年代には黄熱病が度々流行した。最悪の流行をみた1878年には、メンフィスは多くの病死者や疎開者を出し、市の人口が4分の1近くに減少した。
20世紀に入ると、メンフィスは世界最大の綿花と木材の集散地となった。1950年には、世界最大のラバ市場ともなった。1910年代から1950年代まで、メンフィスはE・H・クランプ市長のもとマシーン政治の温床となっていた。クランプ政権下のメンフィスでは、全国的な都市美運動の一環として多様な公共政策が始動し、多くの公園群が作られた。1960年代には、メンフィスは公民権運動の渦中にあった。1968年4月4日には清掃労働者の待遇改善を求めるストライキの応援に訪れていたマーティン・ルーサー・キング・ジュニア牧師がロレイン・モーテルで暗殺された。
今日でも綿花や木材の集散地であるとともに近辺の商工業の中心地である。また、航空貨物取扱の最大手であるフェデラル・エクスプレスの本社がある。

## 地理
メンフィス市は北緯35度7分3秒、西経89度58分16秒(35.117365, -89.971068)に位置している。アメリカ合衆国統計局によると、この都市は総面積763.4km2(294.8mi2)である。このうち723.4km2(279.3mi2)が陸地で40.0km2(15.4mi2)が水面である。総面積の5.24%が水面となっている。
主要な公園にはトム・リー公園、オーデュボン公園、オヴァートン公園およびメンフィス植物園が含まれる。

### 大都市圏
メンフィス市はテネシー州、ミシシッピ州およびアーカンソー州の一部を含む大都市地域の第一の都市である。メンフィス大都市圏は2020年のアメリカ合衆国国勢調査によると、人口約134万人である。メンフィス大都市圏はテネシー州のファイエット郡、ティプトン郡およびシェルビー郡、ミシシッピ州デソト郡、マーシャル郡、テイト郡、トゥニカ郡およびアーカンソー州クリッテンデン郡の郡を含む。

## 人口動勢
2000年国勢調査で、この都市は人口650,100人、250,721世帯および158,455家族が暮らしている。人口密度は898.6/km2(2,327.4/mi2)である。375.4/km2(972.2/mi2)の平均的な密度に271,552軒の住宅が建っている。この都市の人種的な構成は白人34.41%、アフリカ系アメリカ人61.41%、先住民0.19%、アジア系1.46%、太平洋諸島系0.04%、その他の人種1.45%および混血1.04%である。人口の2.97%はヒスパニックまたはラティーノである。
250,721世帯のうち、31.3%が18歳未満の子供と一緒に生活しており、34.1%は夫婦で生活している。23.8%は未婚の女性が世帯主であり、36.8%は結婚していない。30.5%は1人以上の独身の居住者が住んでおり、8.9%は65歳以上で独身である。1世帯の平均人数は2.52人であり、結婚している家庭の場合は3.18人である。
この都市内の住民は27.9%が18歳未満の未成年、18歳以上24歳以下が10.8%、25歳以上44歳以下が30.7%、45歳以上64歳以下が19.7%および65歳以上が10.9%にわたっている。中央値年齢は32歳である。女性100人ごとに対して男性は89.8人である。18歳以上の女性100人ごとに対して男性は84.9人である。
この都市の世帯ごとの平均的な収入は32,285米ドルであり、家族ごとの平均的な収入は37,767米ドルである。男性は31,236米ドルに対して女性は25,183米ドルの平均的な収入がある。この都市の一人当たりの収入（per capita income）は17,838米ドルである。人口の20.6%および家族の17.2%は貧困線以下である。全人口のうち18歳未満の30.1%および65歳以上の15.4%は貧困線以下の生活を送っている。

## 治安
犯罪率は高く、2012年に発表されたFBIの統計では、2011年の殺人件数は117件、1000人当たりの暴力的な犯罪の発生件数は15.8件で全米5位、暴力犯罪率、殺人件数ともに前年より増加している。
メンフィスの警察は、街頭犯罪対策作戦部隊（略称スコーピオン）を編成して治安の維持にあたっていたが、2023年1月7日、交通違反の取り締まりの最中、隊員に逮捕された黒人男性が3日後に死亡した事件（タイリー・ニコルズの死）が発生。同月28日、部隊は解散した。

## 文化・芸術・音楽

### 文化的イベント
毎年4月にはダウンタウンにて「Africa in April Cultural Awareness Festival 」(略してAfrica in April )が行なわれる。African diaspora の芸術、文化、多様性をテーマとしている。このフェスティバルは3日間続き、出店、ファッション・ショー、ブルースの演奏、国際色豊かなパレードが行われる。

### 音楽
メンフィスはメンフィス・ソウル、ブルース、ゴスペル、ロックンロール、南部ラップ、カントリー・ミュージック、ブルーグラスなどアメリカの様々な音楽ジャンルが発展した地である。音楽産業が盛んで、エルヴィス・プレスリー、マディ・ウォーターズ、ロバート・ジョンソン、B.B.キング、ハウリン・ウルフ、アイザック・ヘイズ、ブッカー・T・ジョーンズ、ボビー・ブルー・ブランド、カーラ・トーマス、アル・グリーンらを世に送り出してきた。
歴史的なビール・ストリートでは、特に第二次世界大戦後にエレキギターが流行すると、メンフィスはアメリカン・ブルースで有名になっていった。アメリカのポピュラー音楽に多大な影響を与えたサム・フィリップスのサン・スタジオは現在も建物が残っており、見学することができる。エルヴィス・プレスリー、ジョニー・キャッシュ、ジェリー・リー・ルイス、カール・パーキンス、ロイ・オービソンはフィリップスに見いだされ、ここで初めてのレコーディングを行なった。W・C・ハンディは、ブルースを楽譜に起こしただけだった。また、多くの著名なブルース・アーティストは、ここでレコーディングを行なった。
1960年代、スタックス・レコードは、ベースや管楽器を主体とする無骨なソウルミュージックを作り出した。このレーベルのバック・バンドであったブッカー・T&ザ・MG'sはサム&デイヴ、オーティス・レディング、ウィルソン・ピケットなどによる多くのヒット曲を生み出した。多くのミュージシャンが本人役で出演しているブルース・ブラザースの映画の中で、スタックス・サウンドを聴くことができる。他にハイ・レコードやゴイールド・ワックス・レコードも、メンフィスを拠点としたレーベルである。

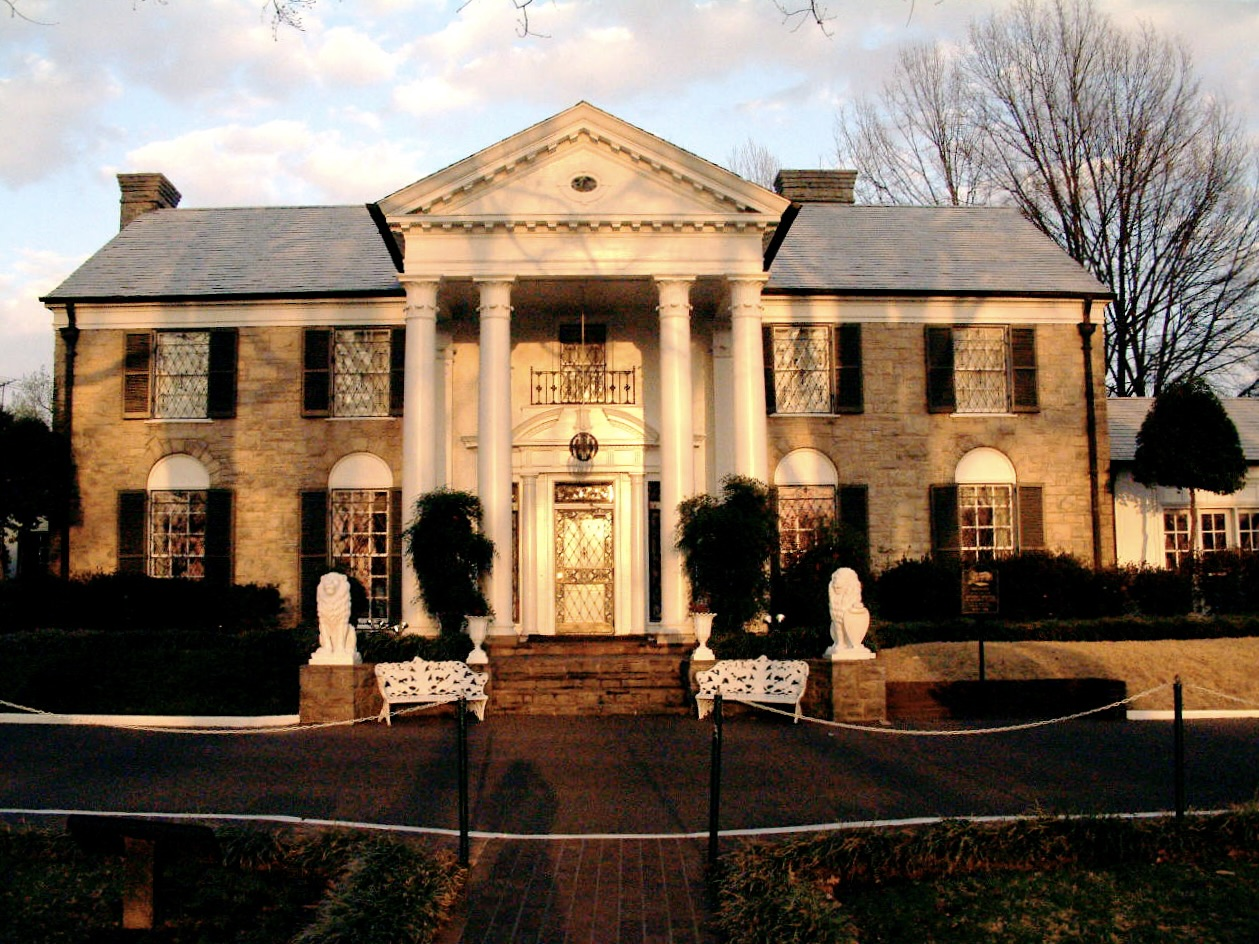
グレイスランド

メンフィスはエルヴィス・プレスリーが両親と共に移り住んだ町である。プレスリーの邸宅「グレイスランド」は一般公開されている。また、チャック・ベリーが当地を歌った曲「メンフィス・テネシー」も有名である。スタックス・レコードやハイ・レコード、ゴールドワックス・レコードなど、60年代と70年代のソウル・ミュージック黄金時代を支えたレーベルがメンフィスを本拠地としていた。メンフィスは、カントリーの殿堂であるナッシュビルとともに、テネシー州の音楽の一大発信基地となってきた。

### 博物館

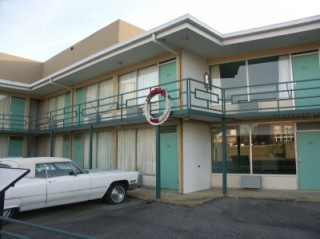
国立公民権博物館

- 国立公民権博物館（National Civil Rights Museum） - キング牧師が暗殺された旧ロレイン・モーテルの中にある。
- 消防博物館（Fire Museum）
- メンフィス博物館名誉の殿堂（Memphis Museum Hall of Fame）
- メンフィス・ロックンソウル博物館 （Memphis Rock 'n' Soul Museum）
- ピンクパレス博物館とプラネタリウム （Pink Palace Museum and Planetarium）

### スポーツチーム
- メンフィス・グリズリーズ（NBA） - フェデックス・フォーラムが本拠地
- メンフィス・レッドバーズ（MLBセントルイス・カージナルス傘下3A） - オートゾーン・パークが本拠地
- メンフィス・ブルース（ラグビー）
- メンフィス・リバーキングス（アイスホッケー） - ミシシッピ州デソト郡内のデソト・シヴィック・センターが本拠地
- メンフィス・ショーボーツ（英語版） (USFL(2022年-2023年)、UFL(2024年-))

## 観光地

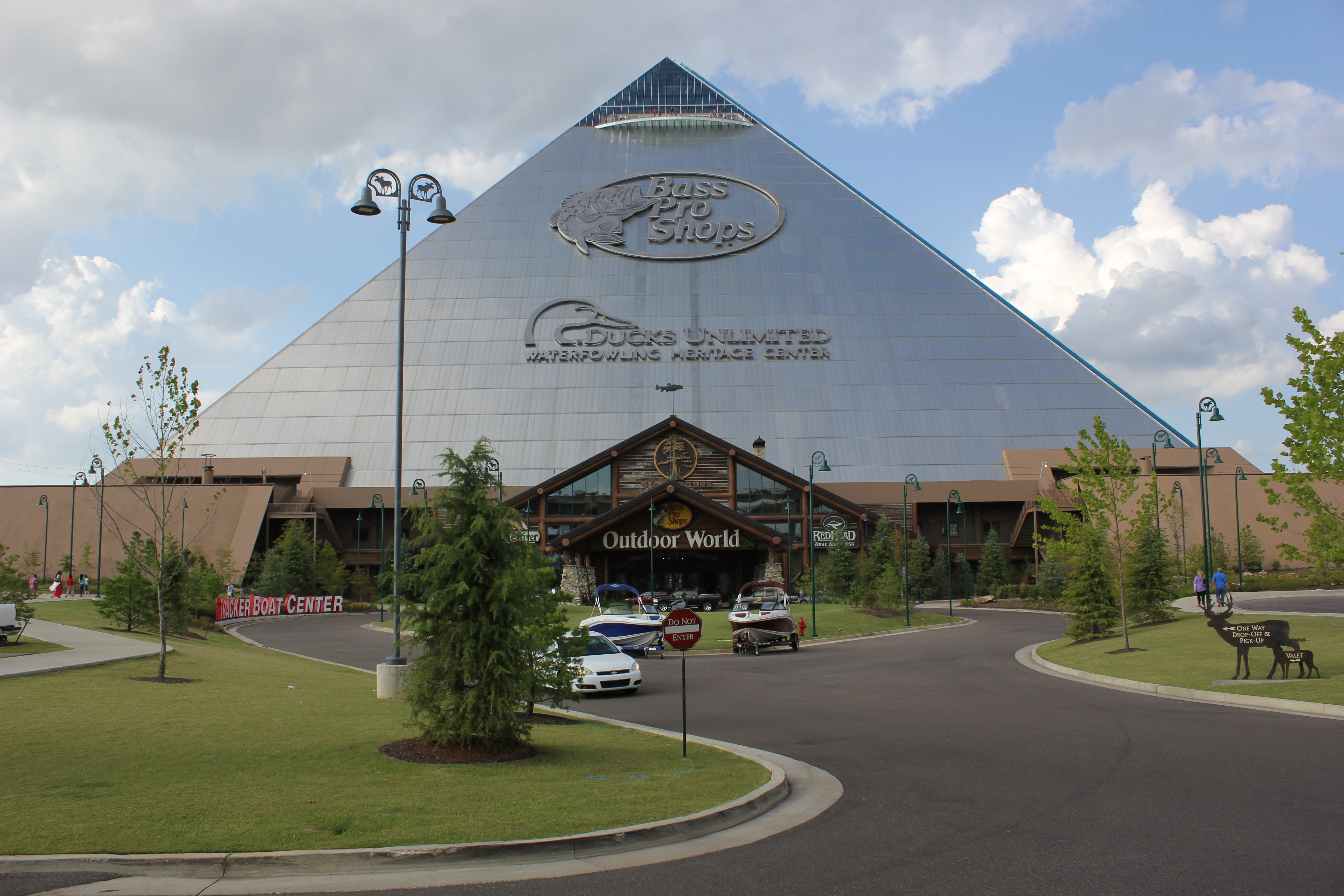
ピラミッド・アリーナ

- ビール・ストリート - かつての黒人コミュニティの中心地であり、あちこちでブルースの演奏を行なっている。B.B.キングは若い頃ここでギターの演奏をしており、その後も自身の名を冠したブルース・クラブに出演することもあった。ストリート・パフォーマーが路上で生演奏するほか、バーやクラブでは夜明け近くまでライヴを行なう。
- メンフィス動物園
- ピーボディ・ホテル
- サン・スタジオ
- オーフィアム・シアター
- ニュー・デイジー・シアター
- マッド・アイランド・アンフィシアター
- ピラミッド・アリーナ（英語版）

## 教育
メンフィス市の小中高等学校はメンフィス市学区に属し、郊外の小中高等学校はシェルビー郡学区に属している。

### 単科および総合大学
以下の大学がメンフィスにキャンパスを持つ。

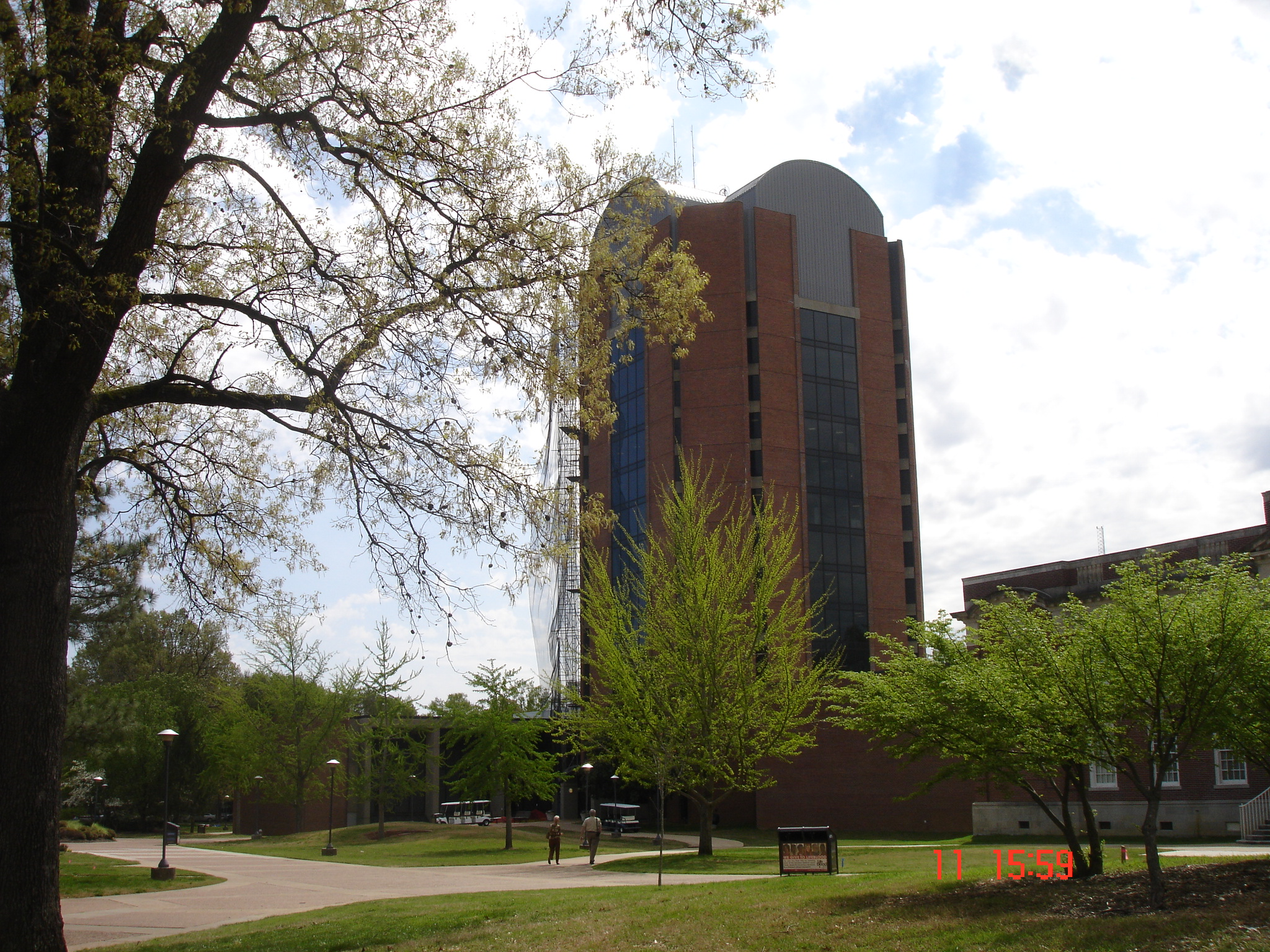
ワイルダー・タワー、メンフィス大学

- メンフィス大学（University of Memphis）- 1912年創立
- バプテスト医科大学（Baptist College of Health Sciences） - 1994年創立
- ラ・サール会大学（Christian Brothers University） - 1871年創立
- ハーディング大学宗教学部（Harding University Graduate School of Religion）
- ルモイン・オーウェン大学（LeMoyne-Owen College） - 1871年創立
- メンフィス芸術大学（Memphis College of Art） - 1936年創立
- アメリカ中部バプテスト神学校（Mid-America Baptist Theological Seminary） - 1971年創立
- ローズ大学（Rhodes College、旧称Southwestern at Memphis） - 1848年創立
- 南部眼科大学（Southern College of Optometry） - 1932年創立
- 南西テネシー短期大学（Southwest Tennessee Community College、旧称シェルビー州立短期大学）
- テネシー大学医療科学センター（University of Tennessee Health Science Center - 1911年創立
- セント・ジュード小児研究病院（St. Jude Children's Research Hospital） - ノーベル生理学・医学賞を受賞したピーター・ドハーティーが研究を行っている。

## メディア

### 新聞
- ザ・コマーシャル・アピール The Commercial Appeal（第一の日刊紙）
- ザ・デイリー・ニュース The Daily News
- メンフィス・ビジネス・ジャーナル Memphis Business Journal
- メンフィス・フライヤー Memphis Flyer（オルタナティブ週刊新聞）
- シェルビー・サン＝タイムズ Shelby Sun-Times（イースト・メンフィスとシェルビー郡向け地方紙）
- メンフィス・トライステイト・ディフェンダー Memphis Tri-State Defender（アフリカ系アメリカ人系新聞）
- ラ・プレンサ・ラティーナ La Prensa Latina（ヒスパニック系新聞）

### メンフィスを題材とした音楽
メンフィスをタイトルに付けた曲を列挙する。
- メンフィス・テネシー - チャック・ベリー
- メンフィス・ソウル・スチュー・Memphis Soul Stew - キング・カーティス
- ウォーキン・イン・メンフィス・ Walking in Memphis - マーク・コーン(1991)
- メンフィス - ロニー・マック
- メンフィス・トレイン・Memphis Train - ルーファス・トーマス
- All the Way from Memphis - モット・ザ・フープル
- Night Train to Memphis - ロイ・エイカフ
- Goin' to Memphis - Paul Revere and the Raiders
- Queen of Memphis - Confederate Railroad
- Maybe It Was Memphis - パム・ティリス
- Wrong Side of Memphis - トリーシャ・イヤーウッド
- Stuck Inside of Mobile with the Memphis Blues Again - ボブ・ディラン
- Memphis Skyline - ルーファス・ウェインライト
- Sequestered in Memphis - ホールド・ステディ
- MTN - 忌野清志郎
- メンフィス・ブルース - W.C.ハンディ

タイトルには地名はないが、メンフィスに言及した曲を以下に示す:
- プラウド・メアリー - クリーデンス・クリアウォーター・リバイバル[注釈 1](1969)
- ホンキー・トンク・ウィメン - ローリング・ストーンズ[注釈 2](1969)
- ディキシー・チキン - リトル・フィート(1973)
- Graceland - ポール・サイモン
- Who's Gonna Fill Their Shoes - ジョージ・ジョーンズ
- デイジー・ジェーン - アメリカ
- ライフ・イズ・ア・ハイウェイ - トム・コクラン(1992)
- ブラック・ベルベット・Black Velvet - アランナ・マイルス(1990)
- New New Minglewood Blues 、Candyman - グレイトフル・デッド
- Roll With Me - 8Ball & MJG
- You Should Be Glad - ワイドスプレッド・パニック
- Cities - トーキング・ヘッズ
- Crazed Country Rebel - ハンク・ウイリアムズ・サード
- M.E.M.P.H.I.S. - ディスコ・ビスケッツ
- プライド - U2

1,000曲以上に「メンフィス」という言葉が含まれ、メンフィス・ロックンソウル博物館のウエブサイトでリストを確認することができる。

### メンフィスが舞台となった映画
- ワインは期待と現実の味（2020年）
- しあわせの隠れ場所（2009年）
- 雷神-RAIJIN- (2008年)
- ブラック・スネーク・モーン（2007年）
- ウォーク・ザ・ライン/君につづく道（2005年） - ジョニー・キャッシュの伝記映画
- ハッスル&フロウ（2005年）
- 21グラム（2003年）
- キャスト・アウェイ（2000年）
- レインメーカー（1997年） - ジョン・グリシャム原作の法廷サスペンス
- ラリー・フリント（1996年） - ポルノ雑誌「ハスラー」の創刊者、ラリー・フリントの伝記映画
- 依頼人（1994年）
- ザ・ファーム 法律事務所（1993年） - ジョン・グリシャム原作の法廷サスペンス
- 羊たちの沈黙（1992年）
- メンフィス・ベル（1990年）
- グレート・ボールズ・オブ・ファイヤー（1989年） - ジェリー・リー・ルイスの伝記映画
- ミステリー・トレイン（1989年）

### メンフィスが舞台となった漫画およびアニメ
- 漫画『MAJOR』、アニメ『メジャー』 - 主人公・茂野吾郎が所属する作中架空チームであるマイナーリーグ「メンフィス・バッツ」のホームタウン。

## 交通

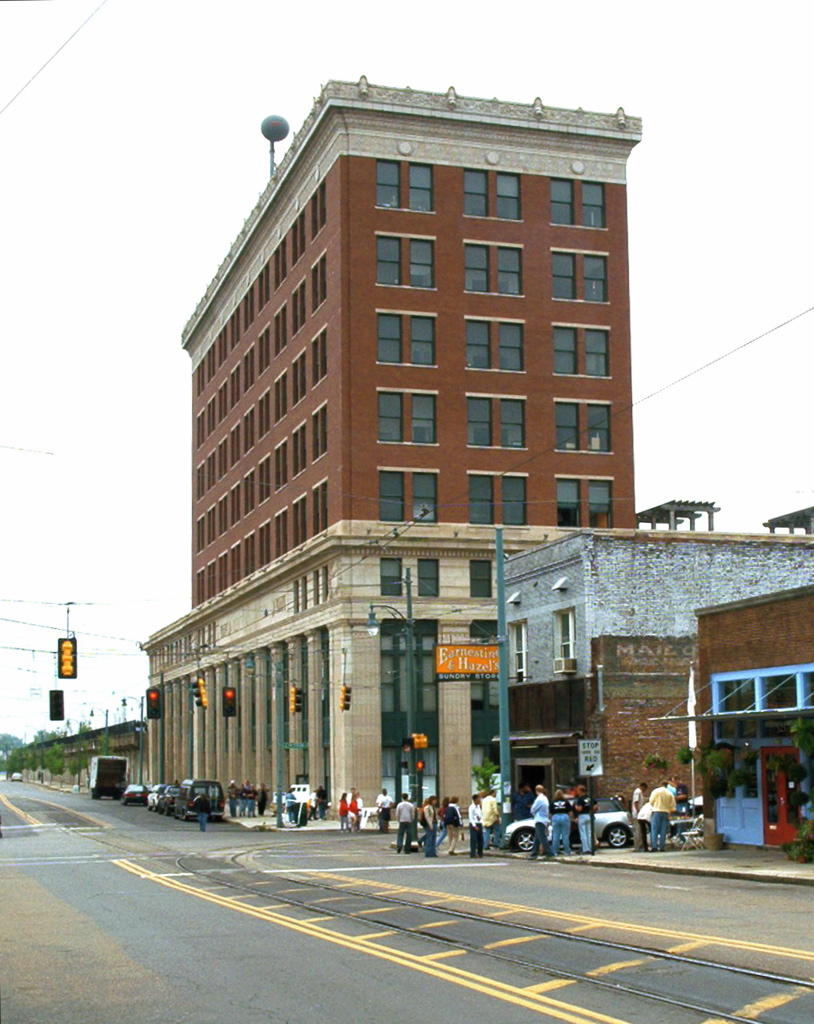
セントラル駅

市街の南側にあるメンフィス国際空港は国内線が主体の空港である。物流会社フェデックスのハブ空港であり、貨物取扱い量は世界最大級である。
道路関係は、州間高速道路40号線と州間高速道路55号線が走っている。また、州間高速道路240号線が市街地周辺を環状に走っている。また、USハイウェイはUS 51、US 61、US 64、US 70、US 72、US 78、US 79がメンフィスを通る。US 72、US 78はメンフィスが西の終点である。70、64、72号線は北はシカゴを拠点としてイリノイ州カイロを通り、51、61号線はほぼミシシッピ川に沿い、南側をブルースの歴史深いミシシッピ・デルタを通過する。
鉄道関係は、ニューオーリンズとシカゴを結ぶアムトラックの旅客列車シティ・オブ・ニューオーリンズがセントラル駅に停車する。市街の中心部には路面電車のMATAトロリーが運行している。

## 出身者
- アレサ・フランクリン - 歌手
- アンドリュー・スティーヴンス - 映画監督
- アンファニー・ハーダウェイ - バスケットボール選手
- ウォルター・ラング - 映画監督
- エリオット・ペリー - バスケットボール選手
- カーク・ウェイラム - ジャズ・フュージョン・サックス奏者
- キャシー・ベイツ - 女優
- クイントン・ジャクソン - 総合格闘家
- サライヴァ - ハードロックバンド
- ジェリー・ローラー - プロレスラー
- ジニファー・グッドウィン - 俳優
- シビル・シェパード - 女優、歌手、モデル
- ジャスティン・ティンバーレイク - 歌手
- シャナン・ドハーティー - 俳優
- ジュニア・ウェルズ - 歌手
- ルース・ウェルティング - 歌手
- ジョージ・ハミルトン - 俳優
- ショーン・レイン - ミュージシャン
- スリー・6・マフィア - ヒップホップグループ
- デビッド・ウエスト - プロ野球選手
- トーマス・ハーンズ - プロボクサー
- ドナルド・ダック・ダン - ベーシスト
- ドン・ニックス - ミュージシャン、ソングライター、音楽プロデューサー
- ネルソン・フレイジャー・ジュニア - プロレスラー
- ビル・マドロック - 野球選手
- ブッカー・T・ジョーンズ - オルガニスト、ソングライター、プロデューサー、アレンジャー
- ブッカー・リトル - ミュージシャン
- マシンガン・ケリー - ギャング
- モーガン・フリーマン - 俳優
- モーリス・ホワイト - ミュージシャン
- リサ・マリー・プレスリー - 歌手
- リック・フレアー - プロレスラー
- ルーシー・ヘイル - 女優

## 姉妹都市
メンフィスはSister Cities International, Inc.（SCI）によって認定された2つの姉妹都市を有している。
- カニフィング（ガンビア）
- カオラック（セネガル）

## 名誉市民
- 1987年、中村裕昭[8]
- 1992年、忌野清志郎
- 2003年、森泰仁[9][10][11]
- 2006年、中島美嘉[12]
- 池田大作[13][14]
- ORITO[15]
- 花柳糸之[16]